# Архангельская волость (Олонецкая губерния)
Арха́нгельская во́лость — волость в составе Каргопольского уезда Олонецкой губернии.

## Общие сведения
Волостное правление располагалось в селении Сорокинская.
В состав волости входили сельские общества, включающие 31 деревню:
- Архангельское общество
- Луговское общество
- Озерское общество
- Сорокинское общество

На 1890 год численность населения волости составляла 2622 человека.
На 1905 год численность населения волости составляла 3768 человек. В волости насчитывалось 642 лошади, 814 коров и 1411 голов прочего скота.
В ходе реформы административно-территориального деления СССР в 1927 году волость была упразднена.
В настоящее время территория Архангельской волости относится в основном к Каргопольскому району Архангельской области.